# Smart City

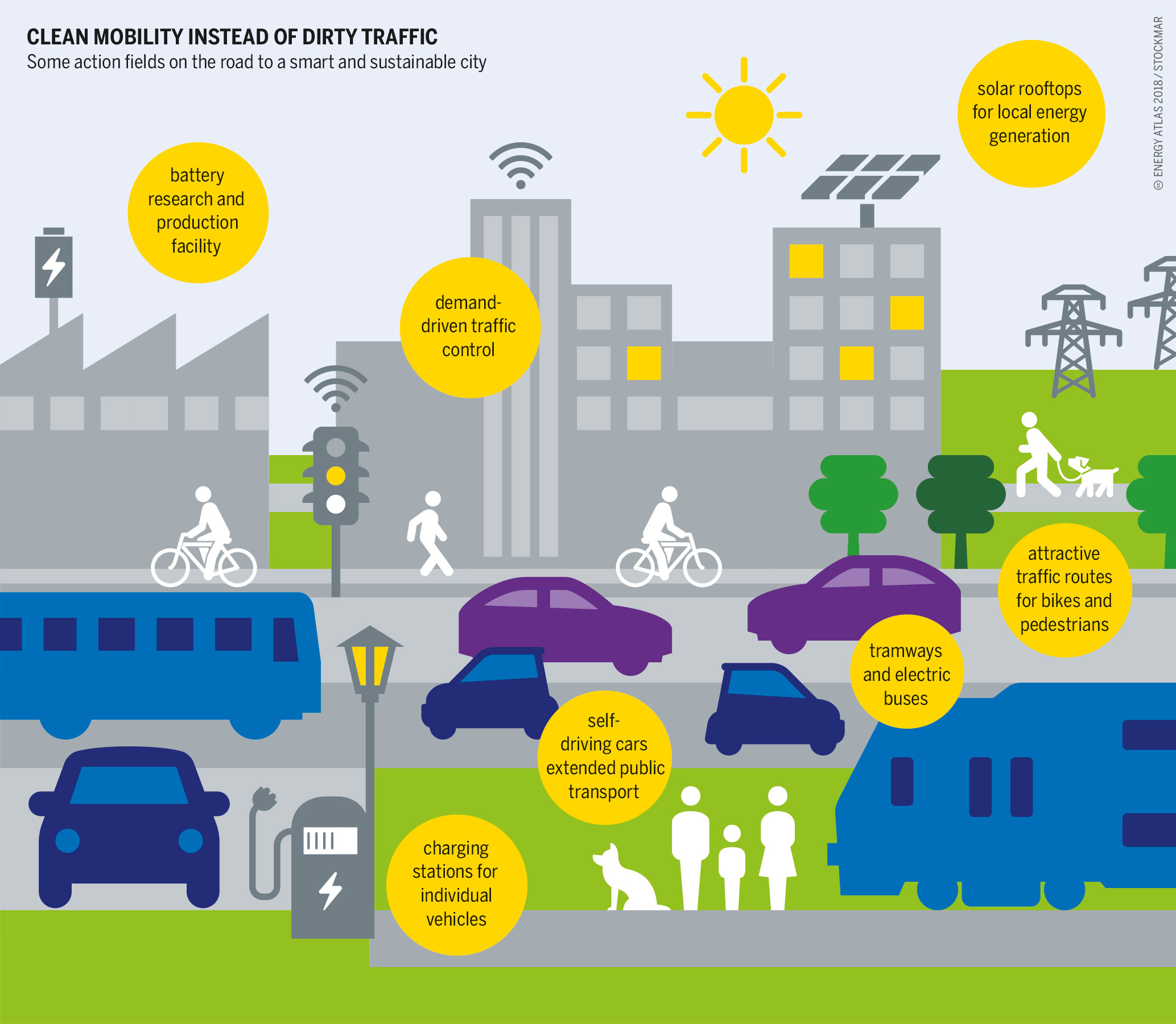
Smart und sanfte Mobilität – mögliches Szenario

Smart City ist ein Sammelbegriff für gesamtheitliche Entwicklungskonzepte, die darauf abzielen, Städte lebenswerter, effizienter, technologisch fortschrittlicher, ökologischer und sozial inklusiver zu gestalten. Diese Konzepte beinhalten soziale, technische, wirtschaftliche und gesellschaftliche Innovationen. Der Begriff findet auch im Stadtmarketing und bei großen Technologiekonzernen Verwendung. Smart Cities werden in der Forschung und der Standardisierung adressiert. Als Smart Region bezeichnet man einen ländlich geprägten Raum, der dieselbe Definition wie Smart City verfolgt.

## Definition
Smart City ist ein Begriff, der seit den 2000er Jahren von unterschiedlichen Akteuren in Politik, Wirtschaft, Verwaltung, Stadtplanung und Wissenschaft verwendet wird, um technologiebasierte Veränderungen und Innovationen in urbanen Räumen zusammenzufassen. Die Idee der Smart City geht mit der Nutzbarmachung digitaler Technologien einher und stellt zugleich eine Reaktion auf die wirtschaftlichen, sozialen und politischen Herausforderungen dar, mit denen postindustrielle Gesellschaften um die Jahrtausendwende konfrontiert sind. Im Fokus stehen hierbei der Umgang mit Umweltverschmutzung, dem demographischen Wandel, Bevölkerungswachstum, Finanzkrise oder Ressourcenknappheit. Breiter gefasst, schließt der Begriff auch nicht-technische Innovationen mit ein, die zu besserem und nachhaltigerem Leben in der Stadt beitragen. Dazu gehören beispielsweise Konzepte des Teilens (Share Economy) oder zur Bürgerbeteiligung bei Großbauprojekten.
Verschiedene Charakteristika wurden zum Zweck des Vergleichs von Städten im Bereich „Smartness“ definiert: Smart Economy (Wirtschaft), Smart People (Bevölkerung), Smart Governance (Verwaltung), Smart Mobility (Mobilität), Smart Environment (Umwelt) und Smart Living (Leben). Die Potentiale der Smart City entfalten sich erst im Rahmen eines „kooperativen Beziehungsgeflechts zwischen Bürger, Stadtverwaltung, Wirtschaft, Wissenschaft und Politik.“
Laut manchen Akteuren sei die hochentwickelte Smart City ein Internet of Things and Services: Die gesamte städtische Umgebung ist dabei mit Sensoren versehen, die sämtliche erfassten Daten in der Cloud verfügbar machen. So entsteht eine permanente Interaktion zwischen Stadtbewohnern und der sie umgebenden Technologie. Die Stadtbewohner werden so Teil der technischen Infrastruktur einer Stadt. Über die Bewertung solcher Szenarien herrscht Uneinigkeit.

## Dimensionen von Smart City

### Wirtschaft
Smart Economy bezeichnet die Steigerung der wirtschaftlichen Produktivität durch Vernetzung verschiedener Akteure auf lokaler, regionaler und globaler Ebene. Sie ist gekennzeichnet durch einen besonderen Unternehmergeist, aus dem innovative und zukunftsträchtige Ideen hervorgehen. Fundament der Smart Economy ist das Humankapital, also das individuelle Wissen eines jeden Akteurs. Dieses Wissen wird durch formellen und informellen Wissenstransfer der Arbeitskräfte untereinander kontinuierlich erworben, entwickelt und weitergegeben, was wiederum die Produktivität der Arbeiter steigert. Die Smart Economy steht oft in Verbindung mit Konzepten und Begriffen wie der Creative Class und der Wissensgesellschaft.
Verschiedene private Akteure haben sich unter dem Titel Smart-City-Projekte gebündelt, um Synergien in der Vermarktung der eigenen Produkte und Dienstleistungen herzustellen. Die Städte binden sich über einen Zeitraum von mehreren Jahren an einen Anbieter auf diesem Gebiet. Unter anderem ist IBM Vorreiter auf dem Gebiet und berät kommunale Akteure wie zum Beispiel die Stadt Rio de Janeiro. Weiterhin präsentiert der Energiekonzern Vattenfall unter dem Titel „Smart Home“ verschiedene Angebote für die Regelung des Energieverbrauchs privater Haushalte und zum Aufbau intelligenter Netze und auch Cisco Systems präsentiert unter dem Titel „Internet of Everything“ eine Reihe von durch Kommunikationsnetzwerke steuerbaren Lebensbereichen: Von Energienetzwerken über Verkehr bis zum Einkauf im Supermarkt. Auch der global agierende Konzern Siemens bündelt Beratungsangebote an Städte mit dem Verkauf diverser konzerneigener Produkte sowie Dienstleistungen. Wirtschaftliche Unterstützungen für Bürger-Projekte können durch ein Bürgerbudget geschaffen werden.

### Governance, Politik und Verwaltung
Die 2007 beschlossene Leipzig Charta leitete einen Paradigmenwechsel in der Stadtentwicklung ein, der die Grundlage für eine integrierte und nachhaltige europäische Stadtpolitik schuf. Aufbauend auf der Leipzig Charta erarbeitete in Deutschland die „Dialogplattform Smart Cities“, bestehend aus Vertretern des Bundes, der Länder, der Kommunen, der kommunalen Spitzenverbände, verschiedener Wissenschaftsorganisationen, Wirtschafts-, Sozial- und Fachverbänden, von 2016 bis 2017 die „Smart City Charta“. In Rahmen dieses Dialogprozesses wurden auf Initiative des Bundes Leitlinien und Handlungsempfehlungen für die deutschen Kommunen auf dem Weg zu Smart Cities entwickelt.
Gegenwärtig soll durch das EU-Programm Horizont 2020 die Entwicklung europäischer Städte zu „Smart Cities“ vorangetrieben werden. Mit dem Ziel, die EU auf globaler Ebene wettbewerbsfähiger zu machen, werden einige „smarte“ Vorzeigeprojekte gefördert. Ein Beispiel für ein von der EU gefördertes Pilotprojekt ist Open Cities. Vor diesem Hintergrund fördern unterschiedliche EU-Programme Städte, die sich selbst als Smart Cities begreifen, in ihrer Bestrebung einer smarten Stadtentwicklung. Die von den Programmen geförderten Städte sind unter anderem: Kopenhagen, Wien, Amsterdam und Berlin.
Bei der Entwicklung smarter Technologien arbeiten kommunale Akteure häufig mit Universitäten (z. B. Berlin, Barcelona, Wien) und privaten Forschungseinrichtungen zusammen. Hier sollen Probleme der Nachhaltigkeit und der technischen Umsetzbarkeit smarter Technologien, Partizipationsformen und Datenmengen gelöst werden.
Jedoch ist gerade auf politischer Ebene umstritten, was eine smarte Stadtpolitik auszeichnet. Ein in dem Diskurs um die Smart City häufig aufgeführtes Merkmal smarter Stadtpolitik ist die „Smart Governance“. Diese soll eine bürgernahe politische Entscheidungsfindung durch starke Einbindung der Zivilbevölkerung in städtische Entwicklungsprozesse sicherstellen. Ziel der Smart Governance ist es, Maßnahmen, Planungs- und Entscheidungsprozesse transparenter (Open Data) und partizipativer zu gestalten (Bürgerbeteiligung). Hierbei spielen Technologien wie das Open-Data-Prinzip und Formen des Open Government sowie der E-Partizipation eine große Rolle. Die digitale Umsetzung und Erweiterung von Demokratie wird auch als E-Democracy bezeichnet. Ziel dieser neuen Partizipationsformen ist es, mit den Stadtbewohner in Dialog zu treten und alle Bewohner am Prozess des Policy Makings teilhaben zu lassen.

### Zivilgesellschaft
Fundamentaler Bestandteil der Smart City ist eine besondere Form der Zivilgesellschaft. Die Bürger, die „Smart People“, werden als besonders kreativ, flexibel, sozial heterogen und vernetzt charakterisiert. Die Smart City und ihre Bevölkerung sind interdependent, das heißt, dass das Leben der Bewohner durch technische Innovationen einfacher und besser gestaltet wird, während die Bewohner die Stadt ihrerseits durch Eigeninitiative prägen. Hierzu gehören zivilgesellschaftliche Initiativen, die sich sozial oder kreativ mit städtischem Raum auseinandersetzen, und politische Entscheidungsprozesse, an denen alle gesellschaftlichen Gruppen teilhaben und so Einfluss auf die Entwicklung ihrer Stadt nehmen können. Seinen Ursprung findet diese Form des politischen Denkens in den städteplanerischen Bewegungen des New Urbanism und Smart Growth. Eine breite Koalitionsbereitschaft sowie das Einbinden von vielen verschiedenen Akteuren sollen zu einer breit gestreuten Vielfalt von Themen führen. Grundsätzlich soll eine Entwicklung „von unten“ stattfinden. Obwohl die Öffentlichkeit in die informelle netzwerkartige Organisation vieler Steuerungsprozesse eingebunden wird, ist sie dennoch kein Entscheidungsträger.

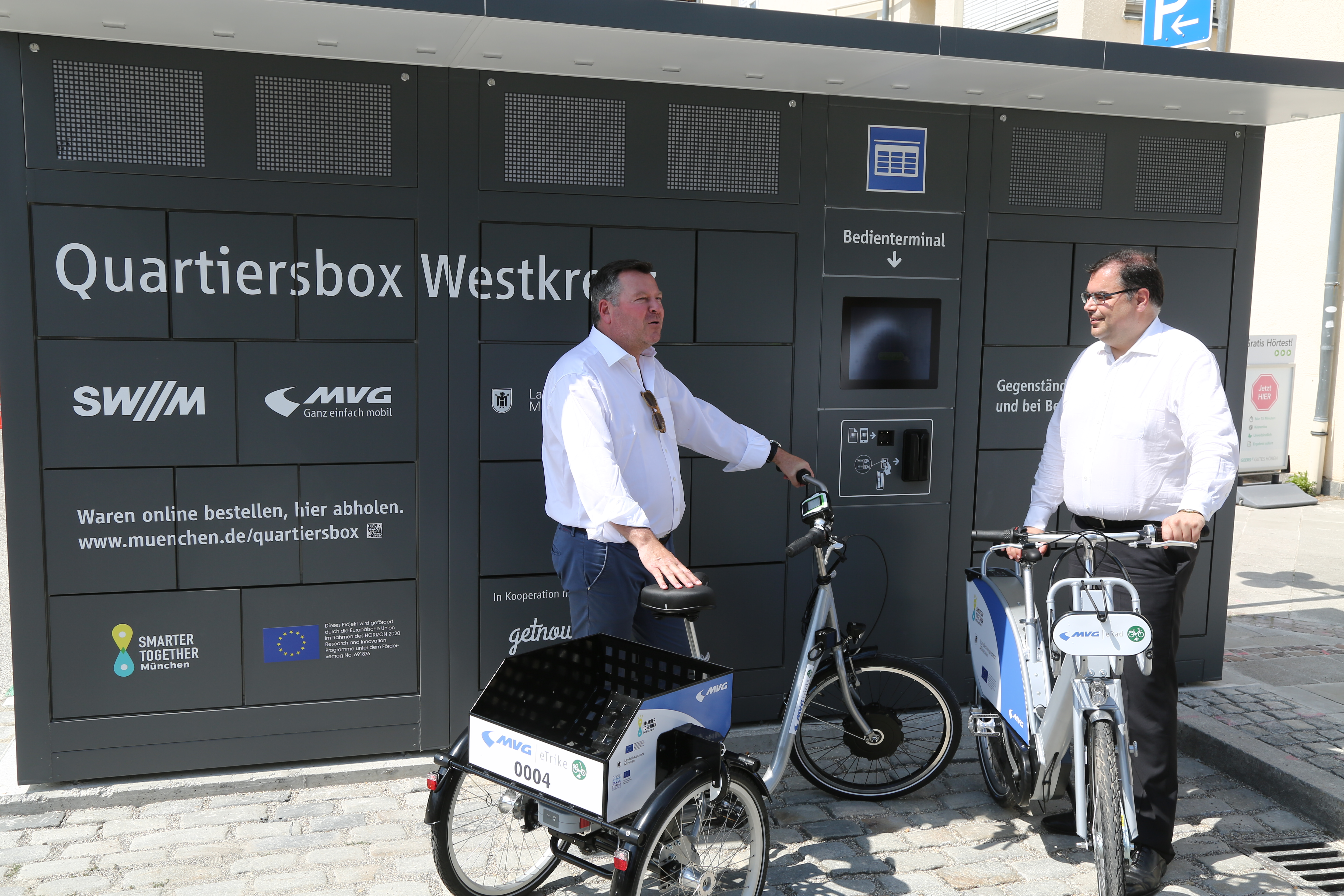
Smarter Together München-Neuaubing: Eröffnung einer Quartiersbox für Bringdienste und zum Austausch von Gerätschaften zwischen Bürgern

Diese besondere Form der städtischen Zivilgesellschaft zeigt sich in der Praxis beispielsweise an Phänomenen wie der Sharing-Kultur. Diese kann kommerziell oder auch nicht-kommerziell geprägt sein. Bei der Sharing-Kultur geht es um die gemeinsame Benutzung oder die Mitbenutzung von Geräten und Infrastruktur zum Zweck ökologischer und ökonomischer Vorteile. Beispiele dafür sind Car-Sharing oder Mitfahrgelegenheiten sowie Initiativen, die zum Teilen von Tickets des öffentlichen Nahverkehrs oder Haushaltsgeräten und Werkzeugen aufrufen. Weiterhin können urbane Gartenbauprojekte zu den privaten bzw. zivilgesellschaftlichen Initiativen gezählt werden (Integrationsgärten). Dabei werden Lebensmittel auf Balkonen und an öffentlichen Orten nachhaltig dezentral angebaut. Neben finanziellen und ökologischen Aspekten spielen hier auch soziale und integrative Aspekte eine Rolle.
In Anknüpfung an die von Elinor Ostrom entwickelte Allmende- oder Gemeingut-Theorie können auch Städte mit ihren Ressourcen und Räumen als „Urban Commons“ verstanden werden. Begreift man die Smart City als Common, müssen auch alle Entscheidungen in der Smart City als gemeinsamer Aushandlungsprozess all derer verstanden werden, die die Stadt nutzen. Alle Entscheidungen, die die Smart City betreffen, müssen also von allen Commonern gemeinsam und konsensual getroffen werden. Die Entscheidungen und der Entscheidungsfindungsprozess können hierbei auf unterschiedlichen Ebenen stattfinden, etwa im Rahmen von nachbarschaftlichen Zusammenschlüssen, auf Bezirksebene oder auf gesamtstädtischer Ebene. Sobald die zu treffenden Entscheidungen jedoch über ein bestimmtes Maß, etwa den der nachbarschaftlichen Organisation, hinausgeht und sich auf eine umfassende Ebene, etwa den der Metropolregion bezieht, ist es schwieriger, eine gleichberechtigte Partizipation aller an den Entscheidungsprozessen sicherzustellen und eine Konsensentscheidung zu erarbeiten. Als Lösung für diese Problematik schlägt Ostrom ein polyzentrisches Steuerungssystem vor, welches die Entscheidungsprozesse auf den kleineren Maßstabsebenen koordiniert und zusammenführt. Die Bewohner einer Smart City können also auch als Commons begriffen werden, die die Stadt selbstorganisiert und nach eigenen Regeln im Sinne des Allgemeinwohls verwalten. Als Ziel der Commons kann definiert werden, Privateigentum zu überwinden, um allen Menschen gleichermaßen einen Zugang zu essentiellen Ressourcen wie Wohnen, Mobilität, Energie und Lebensmitteln zu bieten. Die Organisationsweise der Commons geht dabei davon aus, dass „was Menschen für ihr tägliches Leben brauchen […] nicht zu Privateigentum werden“ darf.
Marleen Stikker plädiert für eine stärkere Einbindung der Bürger bei Smart-City-Konzepten. „Technologie bestimme unsere Gesellschaft. Sie sei aber nicht neutral. Wichtig sei es, darauf zu achten, dass Systeme offen seien und den Bürgern die Möglichkeit der Mitgestaltung und Mitbestimmung geben.“

### Nachhaltigkeit
Smart-City-Visionen basieren zu weiten Teilen auf Themen, die im Zuge des Diskurses um Nachhaltigkeit und die Nachhaltige Stadt formuliert und umgesetzt wurden. Seit den 1990er Jahren bestimmt nachhaltige Entwicklung, also einer Entwicklung, die die Bedürfnisse der Gegenwart befriedigt, ohne die Bedürfnisse späterer Generationen zu gefährden, den Stadtentwicklungsdiskurs. Auslöser dieses Umdenkens sind Herausforderungen wie der Klimawandel und die Grenzen des Wachstums.
Die Idee der Nachhaltigen Stadt basiert vor allem auf einer ökologischen, ökonomischen und sozio-kulturellen Betrachtungsweise. Ziele einer nachhaltigen Stadt bzw. Stadtentwicklung und Stadtpolitik können dabei sein: nachhaltige Nutzung erneuerbarer Ressourcen und minimale Nutzung nicht-erneuerbarer Ressourcen (ökologische Dimension); Betonung einer regionalen Kreislaufwirtschaft, minimale Transportintensität und eine nachhaltige Wirtschaftsweise (ökonomische Dimension); die sozio-kulturelle Durchmischung der Stadt, Mitverantwortung und demokratische Partizipation der Bevölkerung (sozio-kulturelle Dimension).
Themen aus dieser Nachhaltigkeitsdebatte werden nun innerhalb des Smart City Diskurses mit übergreifenden Themen und den entsprechenden Interessensvertretern aus Forschung, Politik, Gesellschaft und Wirtschaft vernetzt und schließlich in der Stadt praktisch umgesetzt. Smart City Visionen enthalten beispielsweise Ideen für regionale Warenzyklen, basierend auf der Prämisse, dass Dinge dort produziert werden sollten, wo sie verbraucht werden. Beispiele aus dem Bereich Energie sind die Solarthermie (zur lokalen Erzeugung von Heißwasser), Photovoltaik (Solarzellen zur Stromproduktion) oder Erdwärme (zum Wärmen von Gebäuden). Im Bereich der Lebensmittel wird beispielsweise mit urbanen Dach- und Fassadengärten experimentiert. Durch die lokale Produktion von Gütern soll nicht nur Energie eingespart werden, sondern sie ist auch unter Gesichtspunkten der Resilienz und des Bewusstseins für diese Güter sinnvoll.
Eine große Herausforderung der Smart City liegt in der Verwirklichung der sozio-kulturellen Dimension von Nachhaltigkeit. Hier geht es darum zu fragen, welche Bewohner der Stadt nicht in der Smart City mitgedacht werden und somit die Gefahr der Exklusion entsteht. Zum anderen müssen sich städtische Akteure vor dem Hintergrund der Resilienz die Frage stellen, wie sinnvoll die völlige Technologisierung des urbanen Raums ist und welche Gefahren sie womöglich birgt.

### Mobilität

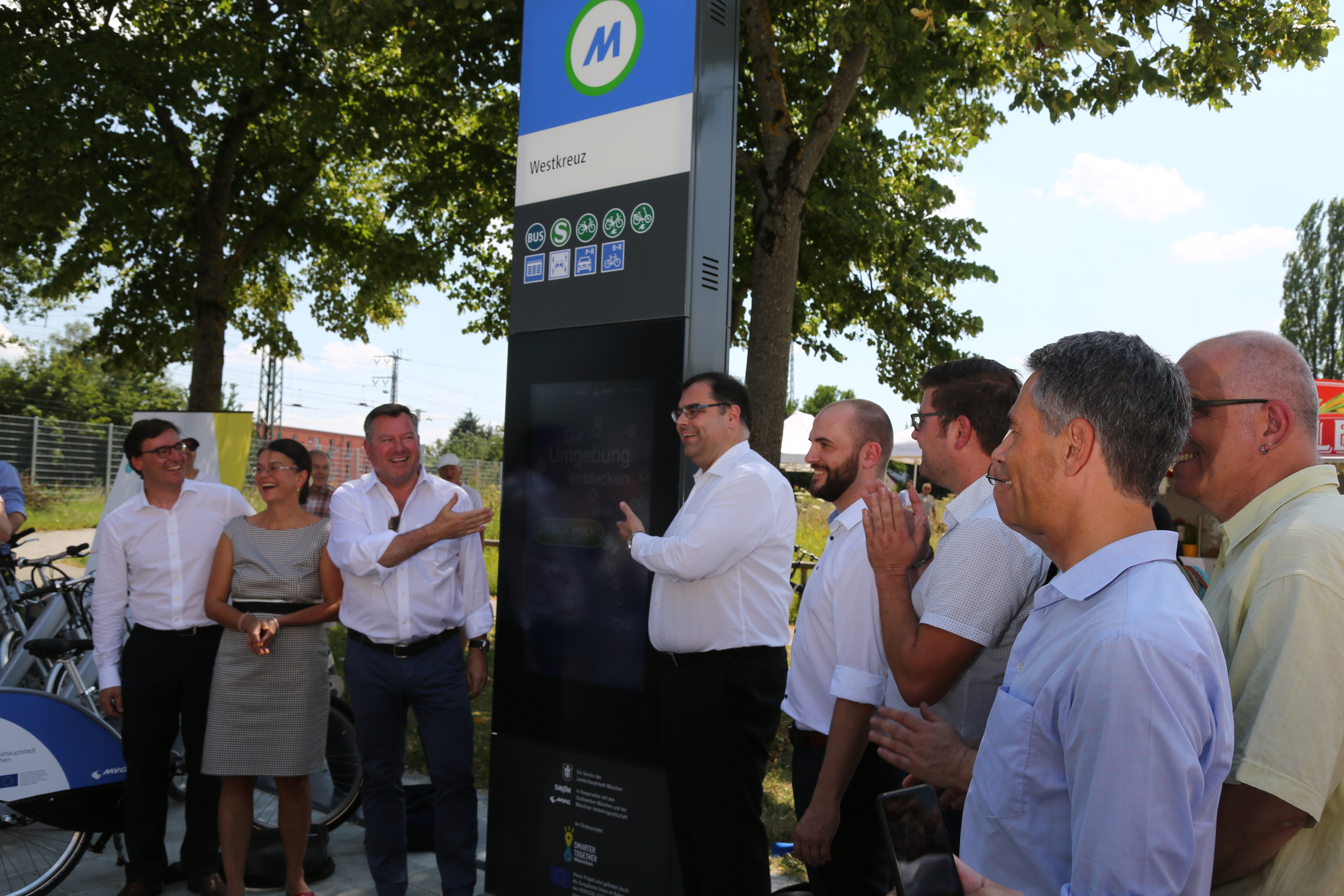
Smarter Together München-Neuaubing: Eröffnung der Mobilitätsstation Westkreuz mit E-Carsharing, Miet-Fahrrädern, Miet-Pedelecs, Miet-E-Lastenfahrrädern

„Smarte“ Mobilität zeichnet sich dadurch aus, dass sie (energie)effizient, emissionsarm, sicher und kostengünstig ist. Die bereits vorhandene Infrastruktur wird verbessert, indem Informations- und Kommunikationstechnologien eingesetzt werden. Beispielsweise helfen diese dabei, den Verkehr mittels Videokameras zu überwachen und zu kontrollieren und den Benutzern via Mobile App die Möglichkeit zu geben, eine andere Route einzuschlagen. Auch im öffentlichen Personennahverkehr ist eine Wende zur smarten Mobilität zu erkennen, beispielsweise können Fahrkarten in vielen deutschen Großstädten über Apps bezogen werden. Zudem kann durch die genaue Standortbestimmung via App die exakte Fahrzeit bestimmt werden. Durch Carsharing-Dienste, Fahrradverleihsysteme oder E-Scooter-Verleihsysteme können Fahrzeuge gemeinschaftlich genutzt werden. Durch Intelligente Verkehrssysteme wie Intelligente Straßen soll der Verkehr digitalisiert und optimiert werden.

### Gesundheit
Die Gesundheitsversorgung stellt für die Lebensqualität in Städten und auf dem Land einen erheblichen Faktor dar. Die „smarte“ Stadt oder Region adressiert daher auch digitale Anwendungen in den Bereichen der Medizin als auch der Pflege. Der „smarten“ Gesundheitsversorgung wird vor dem Hintergrund des soziodemografischen Wandels und der damit einher gehenden starken Steigerung von Ausgaben im Gesundheitssektor ein besonderer Stellenwert zugeschrieben.
Die smarte Gesundheitsversorgung zeichnet sich durch einen schnellen, unkomplizierten und günstigeren Zugang zu gesundheitlichen Diensten und Medikamenten aus. Gleichzeitig werden Daten aus der Pflege, Versorgung und Medizin miteinander vernetzt, um eine effizientere und bessere Patientenversorgung zu gewährleisten. Ein Kernelement einer smarten Gesundheitsversorgung stellt die Telemedizin bzw. Videosprechstunde dar, die insbesondere im ländlichen Bereich einen erheblichen Gewinn darstellt. Dies ermöglicht eine schnelle und unkomplizierte ärztliche Konsultation, da lange Anfahrtswege und Wartezeiten entfallen. Weitere Anwendungen sind die elektronische Patientenakte, Gesundheits-Apps oder elektronische Rezepte, die automatisch an Apotheken übermittelt werden. In Deutschland laufen bereits vereinzelt Telemedizin-Angebote, wie bspw. in Schleswig-Holstein.
Da der Pflegebedarf signifikant steigen wird und personelle wie finanzielle Hürden bei Pflegediensten bestehen, zielen smarte Lösungen auch auf assistive Lösungen in Wohnungen ab. Dazu zählen neben Bodensensoriken zur Sturzerkennung auch innovative Technologien zur Unterstützung von Pflegeprozessen.

### Energie
Wenn es um die Energieversorgung einer Stadt oder eines kommunalen Bereichs geht, stehen zwei Aspekte im Vordergrund: Energie in Form von Wärme und Elektrizität. Smart Cities werden oft mit erneuerbaren Energien in Verbindung gebracht, da eines der Ziele die lokale Energieproduktion und -nutzung ist. Hier bieten sich lokale Solaranlagen (Balkonkraftwerke oder Solarpaneele auf dem Dach) sowie kleine bis mittelgroße Windanlagen an. Diese lokale Stromproduktion ist jedoch im Vergleich zu herkömmlichen Kraftwerkstypen (Gas-, Kohle-, Kernkraftwerk) sehr inkonstant. Um das Entstehen einer sogenannten Duck Curve zu verhindern, werden Smart Grids und gegebenenfalls auch Micro Grids eingesetzt. Dafür müssen Erzeuger, Speicher und Verbraucher intelligent gesteuert werden. Dies kann durch Anreize wie den Strompreis, durch Drittanbieter oder direkt durch den Netzverwalter geschehen.

### Umwelt
Lebensgrundlage jeder modernen Stadt ist eine hinreichende Versorgung mit Energie und Trinkwasser sowie eine funktionierende Entsorgung der Abfallstoffe (Müll bzw. Abwasser). Dies gilt bereits für antike Städte wie beispielsweise Rom, wo ohne die Verfügbarkeit von Trinkwasser aus einem großen räumlichen Einzugsbereich und der Anlage großer Abwasserkanäle die Grundlage für die hohe Siedlungsdichte gefehlt hätte.

## Smart-City-Förderung
Es bestehen international und national zahlreiche finanzielle Fördermittel zur Umsetzung von Smart-City-Konzepten. Die hohe Anzahl unterschiedlicher Fördermittelprogramme resultiert daraus, dass Städte in zahlreichen Ländern in ihrer Stadtentwicklung über ein hohes Maß an Selbstbestimmung verfügen. In Deutschland manifestiert die Selbstverwaltungsgarantie in Art. 28 Abs. 2 Satz 1 Grundgesetz die Kommunale Selbstverwaltung von Städten und Gemeinden. Föderale Ebenen (bspw. der Bund) können daher nur Anreize schaffen, um auf eine Stadt oder Regionalentwicklung im Sinne einer Smart City/Region hinzuwirken.
Finanzielle Fördermittel sind aus den Mitteln der öffentlichen Haushalte zur Verfügung gestelltes Kapitel, das zur Umsetzung politischer oder wirtschaftlicher Ziele bestimmt ist. Zur Förderung von Smart-City-Konzepten bestehen in Europa auf Ebene der Europäischen Union, des Bundes als auch auf Ebene der Bundesländer unterschiedliche Förderprogramme. Die Anzahl finanzieller staatlicher Förderungen im Bereich der Stadtentwicklung ist aufgrund ihrer Komplexität hinsichtlich Herkunft, Umfang, Förderbedingungen, Fördergebiete, Förderzwecke und Förderziele mittlerweile kaum zu überblicken und wird auch von Städten als hinderlich beschrieben.
Der Bund verfolgt durch unterschiedliche Ministerien verschiedene Förderprogramme zur Digitalisierung von Städten und Regionen. Kritiker bemängeln jedoch eine fehlende Koordinierung der Programme, was keinen förderlichen Einfluss auf die digitale Transformation habe. Die Förderprogramme verfolgen dabei unterschiedliche Schwerpunkte.
Durch das Bundesministerium des Innern, für Bau und Heimat erfolgt seit 2019 das Förderprogramm „Modellprojekte Smart Cities“ (ehem. „Smart Cities made in Germany“) mit einem Fördervolumen von 820 Mio. Euro im Jahr 2023. Das Förderprogramm wird in drei Staffeln ausgeschrieben und fördert jeweils Modellprojekte zur Digitalisierung und Stadtentwicklung. Im Rahmen der ersten Staffel (2019) qualifizierten sich 8 Modellprojekte. 2023 wurden 73 Modellprojekte gefördert. Parallel dazu erfolgt 2020 das Förderprogramm „Heimat 2.0“ für ländliche, strukturschwache Regionen. Das Programm fördert Modellprojekte, die die Digitalisierung dazu nutzen, Chancen und Lebensverhältnisse in ländlichen Regionen zu verbessern. Das Förderprogramm „Zukunftsstadt“ erfolgt durch das Bundesministerium für Bildung und Forschung und fördert moderne Konzepte zur Stadtentwicklung zu den Themen Digitalisierung, Urbane Mobilität und Stadtklima. Das Bundesministerium für Ernährung und Landwirtschaft adressiert hingegen den digitalen Wandel im ländlichen Raum durch die Förderung von 61 modellhaften Konzepten im Rahmen des Projekts „Land.Digital“.

## Index
Die Unternehmensberatungsgesellschaft Roland Berger (Unternehmen) veröffentlichte 2017 und 2019 einen Smart City Strategy Index, der die veröffentlichten Smart City Strategien hinsichtlich Gebäude, Energie und Umwelt, Mobilität, Ausbildung, Gesundheit, öffentliche Verwaltung, rechtliche Rahmenbedingungen, Infrastruktur, Stakeholder, Koordination, Plan und Budget untereinander vergleicht. Führend sind vor allem nach dem Index die Städte Wien, London und St. Albert. Weitere europäische Städte unter den Top 15 sind Birmingham (7), Paris (10) und Santander (13).
2019 veröffentlichte erstmals der Bundesverband Informationswirtschaft, Telekommunikation und neue Medien (kurz: Bitkom) einen Smart City Index für 81 deutsche Städte mit über 100.000 Einwohnern, die nach den Themen Verwaltung, Informations- und Kommunikationstechnik, Energie und Umwelt, Mobilität und Gesellschaft in 7800 Datenpunkten bewertet wurden. Die folgenden Städte führten 2020 die Liste an: Hamburg, München, Köln, Darmstadt, Karlsruhe, Stuttgart, Berlin, Osnabrück, Aachen, Heidelberg.

## Kritik

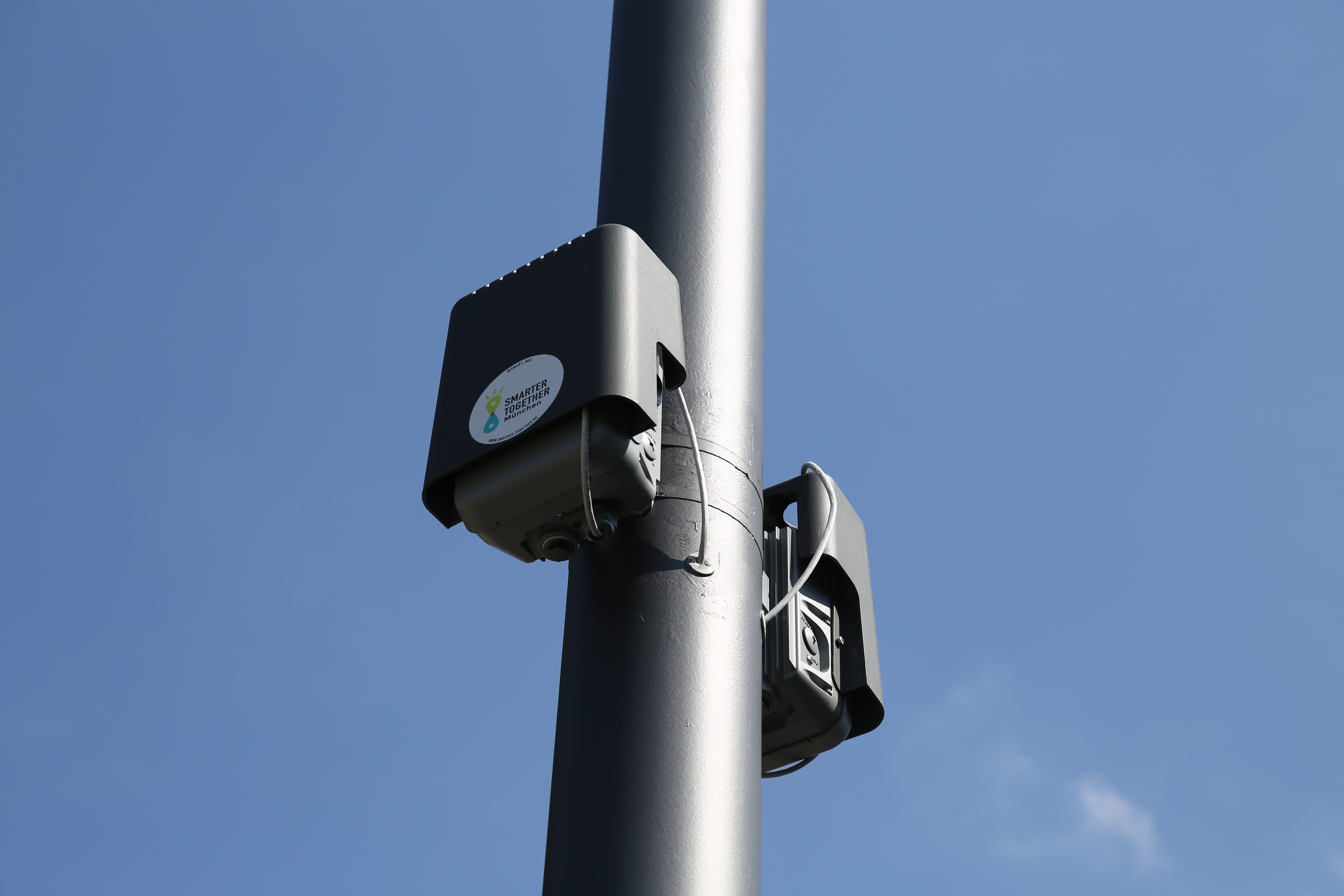
Smarter Together München-Neuaubing: Sensorik im öffentlichen Raum an Laternenmasten mit Wetter- und Schadstoffmessungen

Marktstrategen wird vorgeworfen, dass die Smart City nicht mehr als ein Modebegriff sei, der trotz Konzepten für Nachhaltigkeit und Klimawandel auch Gefahrenpotenzial berge – vor allem in der Möglichkeit der Überwachung durch Kameras und Sensoren bzw. des Missbrauchs dieser Technologien. So ist beispielsweise in der Volksrepublik China geplant, das Sozialverhalten der Bürger zu bewerten („Sozialkredit-System“).
Von Seiten der Geisteswissenschaften werden die Bemühungen von Städten und die Angebote wirtschaftlicher Akteure vor allem hinsichtlich ihres tatsächlichen Nutzens für die Gesellschaft hinterfragt. Wissenschaftler unterscheiden technische Innovationen, die eingesetzt werden, um Informalitäten in der Stadt zu unterstützen, und solche Innovationen, die informelle Charakteristika als unerwünscht auffassen und formalisieren möchten. Richard Sennett schreibt dazu: „Informal social processes are the heart of the city. […] Technology must be part of the process of giving the city that informal energy […]“ („Informelle soziale Prozesse sind das Herz der Stadt. […] Technologie muss Teil des Prozesses sein, welcher der Stadt diese informelle Energie bereitstellt […]“). So mahnt auch Saskia Sassen, dass Technologie tatsächlich den Bewohnern dienen müsse und nicht umgekehrt: „It is the need to design a system that puts all that technology truly at the service of the inhabitants — and not the other way around.“
Saskia Sassen (2012a: 14) warnt zudem vor Zensur und davor, dass neue Technologien noch nicht hinreichend „urbanisiert“ seien. Auch Richard Sennett (2012: 1) merkt an, dass in der Geschichte der Technologie Werkzeuge angewandt wurden, bevor man sie richtig einzusetzen wusste. Dies sei ebenso das Problem mit den Werkzeugen der Smart City (ebd.): Diese hätten das Potenzial, die urbane Bevölkerung zu verdummen, anstatt Innovationen zu unterstützen (ebd.: 4).
Der Informationsarchitekt und Verfasser der Streitschrift Against the Smart City (2013) Adam Greenfield stellt die Smart City als ein abstraktes Modell dar, als einen „Markt, auf dem Technologiekonzerne ihre Produkte und Dienste verkaufen können“. Greenfield untersucht Public-Relations-Broschüren und Marketingmaterialen exemplarischer Smart City-Projekte. Seine Kritik betrifft vor allem die Abwesenheit der Menschen in der Konzeption der Städte: „Von den Stadtbewohnern ist in den Konzepten der Tech-Konzerne wenig zu lesen. Sie kommen allenfalls am Rande vor. Als Konsumenten, deren Gewohnheiten von technischen Systemen beobachtet und gegängelt werden.“
Weitere Gefahren des leichtsinnigen Umgangs mit dem Etikett „Smart City“ im wirtschaftlichen Kontext zeigt Jens Libbe vom Deutschen Institut für Urbanistik (Difu) auf: An der Einwirkung multinationaler Konzerne auf Städte erachtet er die Bemühungen nationaler Normungsorganisationen zur Durchsetzung von Standards der Smart City als problematisch: „Hier werden mehr oder weniger unverblümt Interessen global tätiger Konzerne verfolgt.“ Auf die Frage nach der Begründung für diese Aktivitäten werde vonseiten der treibenden Akteure auf internationale Bemühungen zur Normen-Harmonisierung verwiesen. Deren Ziel sei es, Hemmnisse im internationalen Wettbewerb zu beseitigen und die Übertragbarkeit technologischer Neuerungen auf andere Länder sicherzustellen. Die angestrebte „Normungs-Roadmap“ sei auf die Machbarkeit von Technologien aufgerichtet. Städte würden dabei allein als Marktplätze für Technologieanwendungen begriffen: […] „Die Intention der Implementierung scheinbar freiwilliger Standards droht dabei letztlich die Interessen der in den Städten lebenden Menschen zu verfehlen, zumal die breite Öffentlichkeit über diese Aktivitäten kaum Bescheid weiß.“
Kritiker weisen darauf hin, dass die Partizipation der Bürger in konkreten Smart-City-Konzepten offenbar nur eine Nebensächlichkeit darstelle, während der tatsächliche Fokus auf technologischen Aspekten liege. Dies äußere sich unter anderem darin, dass in den Smart-City-Beratungsgremien der EU zwar Konzerne in großer Zahl vertreten seien, zivilgesellschaftliche Initiativen hingegen kaum.
Der starke Fokus auf datengetriebene urbane Technologien bringt nicht erst seit 2014 auch Kritik aus einer ganz anderen Richtung: So versuchen sowohl Wissenschaftler (z. B. beim Fraunhofer-Institut IESE unter dem Sammelbegriff „Smart Rural Areas“ („Intelligente ländliche Räume“)) als auch interdisziplinäre Expertengruppen (z. B. des „Internet & Gesellschaft Collaboratory“ unter dem Sammelbegriff „Smart Country“) das Potential „smarter“ Technologien auch im außerstädtischen Bereich zu ergründen und als „Gegenstück“ zu „Smart City“ verstärkt in den Mittelpunkt der Debatte zu rücken, meist mit den Argumenten, dass immer noch ein signifikanter Teil der Bevölkerung dort lebe und viel Mittelstand auf dem Land zu Hause sei, sowie dass digitale Technologien und Vernetzung auch zu einer Stimulierung des ländlichen Raums beitragen könnten.
2018 erhielt das Konzept der „Smart City“ den deutschen Big Brother Award in der Kategorie PR & Marketing. In ihrer Laudatio urteilte Rena Tangens: Eine „Smart City“ ist die perfekte Verbindung des totalitären Überwachungsstaates aus George Orwells „1984“ und den normierten, nur scheinbar freien Konsumenten in Aldous Huxleys „Schöne neue Welt“.
Jathan Sadowski warnt vor der düsteren Perspektive der Smart City als einer von einem „Polizei-industriellen Komplex“ gekaperten Stadt („Captured City“), die eine Bio-Macht im Sinne Michel Foucaults etablieren würde. Die Polizei könnte über Technologien wie Videoüberwachung mit Gesichtserkennung, Überwachung aus der Luft, Social Scoring, Predictive Policing, Nummernschilderkennung, IMSI-Catchern ultimative Kontrolle über die Stadt und ihre Bürger erlangen. Über Datenfusionierung in große, zentralisierte Datenbanken können Sexualität, Politische Einstellung, gesundheitlicher Zustand oder Adresse ermittelt werden ohne direkten Zugang zu diesen Informationen zu haben. Es sei kaum zu überschätzen welche Macht die Integration von Software zur Gesichtserkennung und Hardware zur Luftüberwachung Polizei und Regierung geben würde.
Laut Maxwell Hart, Austin Zwick und Brian Webb bilden die Technologien der Smart City ein digitales Panoptikum, in dem jede Bewegung erfasst und gezählt wird. Wie Häftlinge weiß niemand ob er gerade beobachtet wird oder nicht. Dies wirft die Frage auf wie viel wir von unserer Privatsphäre zu opfern bereit sind für eine effizient geführte Stadt und ob wir vertrauen können das unsere Daten altruistisch verwendet werden. Denn Technologien der Smart City sind besonders gut für autoritäre Regierungen und einen Überwachungsstaat geeignet, um Abweichler überwachen und Widerstand und Protest gegen die Regierung unterdrücken zu können. Die Ansichten über Smart Citys liegen zwischen utopischen Optimismus und der dystopischen Angst vor Unfreiheit, wobei die meisten sowohl die Vorteile als auch die Gefahren sehen. Für Hart, Zwick und Webb erfordern wirkliche Smart Citys, die die Welt verbessern können engagierte, informierte und an Entscheidungen beteiligte Bürger, kurz „smart Citizens“. Germain R. Halegoua sieht „smart citizens“ als Graswurzelbewegung und kritische Begleitung sowie Alternative zur Entwicklung der Smart City durch Unternehmen. Diese sollten am Design, der Entwicklung, der Implementation und der Nutzung von Technologien der Smart City und an den Debatten beteiligt werden.
Vorteile der Smart City werden vielfach auch in der Folgenabschätzung stadtplanerischer Maßnahmen wie der Verkehrsberuhigung oder der Einrichtung von Grünanlagen betont. Dabei besteht jedoch das Risiko, bereits erwiesen wirksame Maßnahmen durch Datenerfassung in individuellen Erprobungsphasen zu verzögern (unformation [sic!] gathering), was beispielsweise zur weiteren Verzögerung von Klimafolgenanpassung (climate delay) führen kann.
Die Erkenntnis, dass ein verantwortungsvoller und bewusster Umgang mit den gesammelten Daten (u. a. Grundsatz der Datensparsamkeit) grundlegend für das Vertrauen der Bürger in das Handeln der Verwaltung ist, hat z. B. in München zur Verabschiedung eines Datenethikkodex geführt.

## Beispiele
- Masdar City in den Vereinigten Arabischen Emiraten
- GIFT-City in Indien